# 阿方索·柯蒂
阿方索·贾科莫·加斯帕雷·柯蒂（意大利语：Alfonso Giacomo Gaspare Corti；1822年6月22日—1876年10月2日），意大利解剖学家，以发现听觉感受器“柯蒂氏器”等内耳结构而知名。

## 生平
柯蒂于1822年出生在意大利甘巴拉纳。在柯蒂幼年时期，柯蒂父亲的朋友、知名解剖学家安东尼奥·斯卡帕可能引起了他对解剖和医学的兴趣。作为医学生，柯蒂曾入读帕维亚大学。但此后他于1845年前往维也纳完成医学学业，师从奥地利解剖学家约瑟夫·海尔特，并于1847年获得医学学位。
1850年，受阿尔伯特·冯·科立克的邀请，柯蒂前往维尔茨堡大学。1851年，柯蒂发表的论文首次描述了听觉感受器“柯蒂氏器”。同年，由于父亲去世，柯蒂搬回了意大利并继承了父亲的地产。1855年，柯蒂与玛丽亚·贝汀佐利（Maria Bettinzoli）结婚。
晚年，柯蒂患上变形性关节炎（arthritis deformans）。1876年，柯蒂在意大利科尔维诺圣奎里科去世。